# Плисовский сельский совет Харьковской области
Плисовский сельский совет — входит в состав Лозовского района Харьковской области Украины.
Административный центр сельского совета находится в селе Плисовое.

## История
- 1920 — дата образования.

## Населённые пункты совета
- село Плисовое